# Archytas (geslacht)
Archytas is een geslacht van vliegen (Brachycera) uit de familie van de sluipvliegen (Tachinidae). De wetenschappelijke naam van het geslacht is voor het eerst geldig gepubliceerd in 1867 door Jaennicke.

## Soorten
- A. amethystinus (Macquart, 1843)
- A. analis (Fabricius, 1805)
- A. apicifer (Walker, 1849)
- A. aterrima (Robineau-Desvoidy, 1830)
- A. californiae (Walker, 1852)
- A. convexiforceps Brooks, 1949
- A. instabilis Curran, 1928
- A. lateralis (Macquart, 1843)
- A. lobulatus Curran, 1928
- A. marmorata (Townsend, 1915)
- A. metallica (Robineau-Desvoidy, 1830)
- A. nivalis Curran, 1928
- A. nonamensis Ravlin, 1984
- A. rufiventris Curran, 1928